# Misa de los Presantificados
La Misa de los Presantificados (en latín: missa præsanctificatorum, en griego: leitourgia ton proegiasmenon) es una liturgia cristiana que se celebra tradicionalmente el Viernes Santo en la que no se realiza la consagración. En cambio, se distribuye el Santísimo Sacramento que fue consagrado en una misa anterior.
La liturgia se desarrolló en la época del Concilio Quinisexto (Segundo Sínodo Trullano, 692). En los ritos romano y anglicano se usa sólo el Viernes Santo, mientras que en algunos ritos católicos antiguos se usa tanto el Viernes Santo como el Sábado Santo.
Tanto en la forma ordinaria como en la extraordinaria del rito romano, el término "Misa de los Presantificados" no se utiliza en el misal ni en otros libros litúrgicos, habiendo sido renombrada la ceremonia como Liturgia Vespertina Solemne de la Pasión y Muerte del Señor (Solemnis actio liturgica postmeridiana in Passione et Morte Domini) en las revisiones de 1955 del Papa Pío XII. También se le llama Conmemoración Solemne de la Pasión del Señor.
La Divina Liturgia de los Dones Presantificados se utiliza en la Iglesia ortodoxa oriental y en aquellas iglesias católicas orientales que siguen el rito bizantino sólo los días laborables (de lunes a viernes) de la Gran Cuaresma y de lunes a miércoles de la Semana Santa. En cada una de estas Liturgias Presantificadas, los Sagrados Misterios (Santísimo Sacramento) han sido consagrados el domingo anterior.